# Marcelina Poncela
Marcelina Poncela Ontoria (Valladolid, 2 de junio de 1864 - Quinto, Zaragoza, 31 de julio de 1917) fue una destacada pintora naturalista española. 
Nació en el seno de una familia humilde oriunda del pueblo de Bercero (Valladolid). Según consta en los padrones municipales su padre Ángel Poncela llegó a alcanzar la profesión de carpintero que le proporcionó una economía desahogada con la que contribuyó en la educación de su hija Marcelina para que lograse un estatus intelectual aceptable y desarrollar sus facultades artísticas. Marcelina ingresó en la Escuela Normal y superó los dos ciclos de enseñanza más la reválida  y obtuvo el título de Maestra de Primera Enseñanza Elemental. Con el respaldo y aprobación de su padre que supo apreciar las dotes de su hija para el dibujo, se matriculó en 1876 en la Escuela de la Academia de Bellas Artes. Al morir su padre en 1882 tuvo que marcharse a vivir a Madrid a la edad de 18 años, bajo la tutela de su tío Elisardo Biescas Hebia. En Madrid desarrolló su vida artística asistiendo primero a las clases de la Escuela del Círculo de Bellas Artes; desde esta ciudad tuvo oportunidad de participar en los concursos anuales de la Escuela de Bellas Artes y en las Exposiciones Nacionales dando a conocer así su obra y su estilo. Y en Madrid contrajo matrimonio con el periodista Enrique Jardiel Agustín con quien tuvo tres hijas (María del Rosario, Angelina y Aurora) y un hijo que recibió el nombre de Enrique y que llegó a ser un gran literato: Enrique Jardiel Poncela. Compaginó sus quehaceres artísticos con su trabajo como maestra ejerciendo la docencia tanto en Madrid como en Zaragoza. Murió en Quinto (Zaragoza) en 1917.

## Contexto histórico

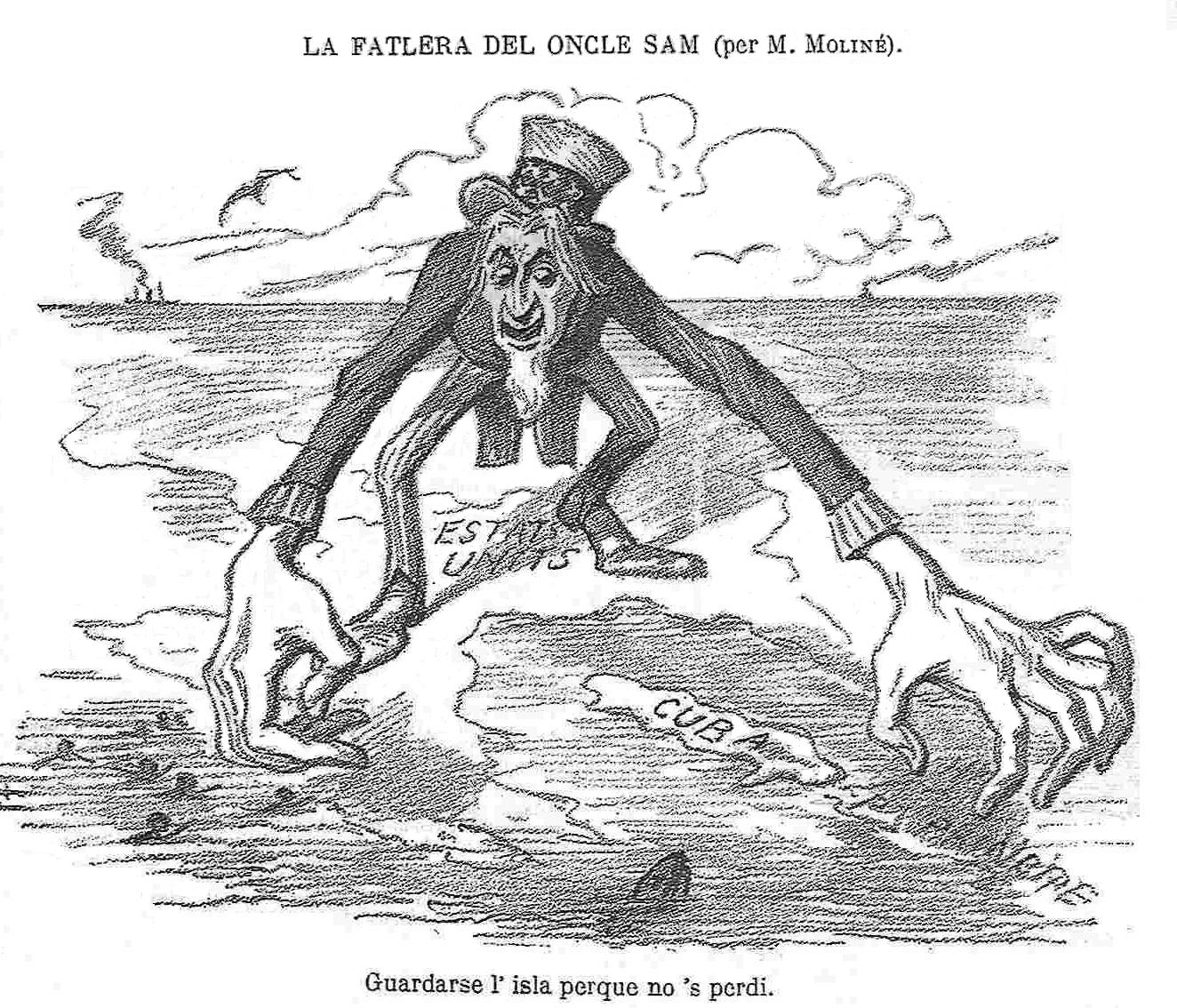
Dibujo satírico publicado en 1896 en el semanario catalán La Campana de Gràcia, criticando la actitud de EE. UU. hacia Cuba

Cuatro años después del nacimiento de Marcelina, en 1868, tuvo lugar la Revolución y el destronamiento de la reina Isabel II, con las consiguientes consecuencias sociopolíticas. Progresistas y demócratas propusieron un gobierno provisional con la implicación de Serrano, Prim, Topete y Ruiz Zorrilla. Un año más tarde se estableció una monarquía constitucional cuyo candidato fue Amadeo de Saboya que abdicó a los dos años (1873);  en febrero se proclamó la Primera República Española.
En Madrid se vivió con gran preocupación los acontecimientos de finales de siglo protagonizados por los desastrosos desenlaces de  la guerra de Cuba y de Filipinas.
La ciudad de Valladolid  vivió los sucesos políticos como el resto del país. En 1875, siendo alcalde José del Olmo se comunicó a la ciudad la noticia de la restauración de Alfonso XII. El 16 de marzo de 1877 tomó posesión de la alcaldía Miguel Íscar y durante su mandato la ciudad experimentó grandes cambios: derribo de la antigua casa consistorial y comienzos de la nueva, construcción de los tres mercados públicos (Campillo, del Val y Portugalete), canalización del río Esgueva, comienzo de la construcción de la nueva torre de la catedral y grandes mejoras en el Campo Grande. Marcelina fue testigo de todos estos acontecimientos; Cuando Miguel Íscar murió en 1880 ella tenía dieciséis años y dos años después se trasladó a vivir a Madrid.
El Madrid que conoció Marcelina contaba con un urbanismo en progreso, edificios de viviendas que se iban construyendo, buenos exponentes de la arquitectura del momento. Por entonces tuvo lugar la instalación telefónica en casas particulares y ascensores en los nuevos y lujosos edificios. Eran importantes para la vida cotidiana los cafés (los establecimientos donde se tomaba café) como el de Fornos o el café de Levante con sus tertulias, críticas literarias y artísticas y sus discusiones políticas. Había gran afición por la fiesta de los toros y por el teatro donde se estrenaban obras de Benavente, Pérez Galdós, hermanos Álvarez Quintero, etc. Fue el momento musical de las populares zarzuelas y los años de preparación y proyectos para trazar la Gran Vía, calle emblemática de Madrid.
Por estos años empezó a desarrollarse por todo el país la prensa escrita; en Madrid apareció la prensa femenina escrita por y para mujeres, en especial mujeres burguesas. En 1870 Concepción Arenal fundó La Voz de la Caridad con la colaboración de voluntarios altruistas, cuyos beneficios se destinaron a familias necesitadas. Concepción Arenal fue una gran luchadora por conseguir la educación y enseñanza de la mujer y un lugar digno en la sociedad.

## Biografía
Marcelina Poncela nació en Valladolid el 2 de junio de 1864 en el domicilio de sus padres ubicado en la calle Vega número 18, tercer piso, en el barrio de San Andrés un barrio antiguo donde vivían artesanos y labradores. Sus padres fueron Ángel Poncela y Sotera Ontoria López, ambos vecinos de este barrio. En 1863 tuvieron una hija a la que pusieron por nombre Marcelina pero esta niña murió a los tres meses. En 1864 nació otra hija y siguiendo la costumbre de la época repitieron el nombre de la hija fallecida. Esta segunda Marcelina fue la futura pintora, protagonista de esta biografía.  La niña fue bautizada en la parroquia de San Andrés donde se conserva la partida de bautismo. Sus padrinos fueron Esteban Ontoria (tío materno) y Bernarda Bernal (tía abuela paterna), soltera y madrina de todos los demás hijos. Poco después la familia se trasladó a una vivienda del piso principal n.º 8 de la calle de la Mantería en el mismo barrio. En diciembre de 1867 murió la madre de Marcelina  y en agosto de 1871 el padre se volvió a casar en la iglesia de Santiago con Filomena Mateo, natural de Encinas de Esgueva. Su nuevo domicilio estuvo en el piso principal de la calle de María de Molina n.º 24. Marcelina tenía por entonces siete años. Parece que la situación económica de la familia había mejorado. Según los padrones municipales su padre pasó de ser jornalero a tener la profesión de carpintero.

### Título de Magisterio
Los estudios de Magisterio suponían para las mujeres del último tercio del siglo XIX la mejor oportunidad para aquellas que tuvieran buena disposición y ganas de aprender y moverse en una sociedad intelectual acaparada prácticamente por los hombres. El centro de estudios se llamaba Escuela Normal y comprendía dos ciclos: el elemental de dos cursos y una reválida y el superior de dos cursos y una reválida. Las aulas estaban separadas entre hombres y mujeres; las asignaturas eran comunes salvo el añadido de Labores para las alumnas. Marcelina realizó con éxito los dos ciclos y obtuvo el título de Maestra de Primera Enseñanza Superior el 1 de julio de 1879, a los quince años de edad.

### Estudios en la Academia de Bellas Artes
A la edad de doce años Marcelina se matriculó en la Escuela de la Academia. Era el curso 1876-1877; continuó los estudios hasta 1881-1882. En 1882 fue cuando murió su padre y tuvo que trasladar su residencia a Madrid por lo que ese curso no pudo realizar ninguna prueba. Las calificaciones finales de los cursos anteriores obtuvieron unos resultados de notables y sobresalientes acompañados de otros tantos premios. Uno de sus maestros fue Martí y Monsó, catedrático y director de la Escuela.

### Traslado a Madrid
Al morir Ángel Poncela el 4 de febrero de 1882 Marcelina se trasladó a Madrid donde vivían su tía paterna Ysidra Poncela con su esposo Lisardo Biescas, de profesión tabernero, que fue nombrado tutor y curador pues hasta los veinticinco años no alcanzaría la mayoría de edad y necesitaba un administrador para los bienes heredados de su padre. Vivían en la calle del León número 12 en el histórico barrio de las Letras.
Una vez en Madrid completó durante el curso 1883-84 los estudios de magisterio y llegó a alcanzar el nivel superior con cuyo título podía acceder a ser profesora en las propias Escuelas Normales o a ser inspectora de Primera Enseñanza. Esto le proporcionó cierta seguridad pues en cualquier momento podía echar mano del título para ganarse la vida.
Sin embargo quiso seguir con lo que realmente le importaba, la pintura, y entre 1884 y 1891 se matriculó en la Escuela Especial de Pintura, Escultura y Grabado de Madrid (es decir lo que luego se llamó Real Academia de Bellas Artes de San Fernando) obteniendo siempre las máximas calificaciones. Después del examen de ingreso los alumnos tenían la posibilidad de matricularse libremente en aquellas asignaturas de su preferencia, incluso podían repetir la matrícula al siguiente año si consideraban que necesitaban más preparación o simplemente por gusto. Tuvo como profesores a Carlos Haes y Sebastián Gessa para paisaje y temas florales y Alejandro Ferrant para perfeccionar la acuarela.

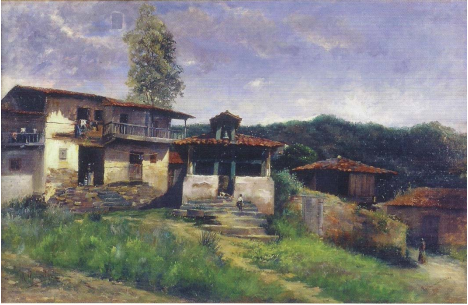
La capilla de la aldea

Nunca perdió el contacto con su ciudad natal no solamente a nivel afectivo sino como estudiante de las artes y más tarde profesionalmente. A nivel afectivo mantuvo una extensa correspondencia con su amiga vallisoletana Juliana Concejo, compañera de estudios en Magisterio y en la Academia de Bellas Artes. La familia conservó sus cartas gracias al encuentro que tuvo su hijo Enrique Jardiel con esta amiga en Valladolid durante las representaciones de Eloísa está debajo de un almendro y Un marido de ida y vuelta. Enrique contaba a su padre en una carta el encuentro con esta señora, su conversación sobre la infancia de ambas amigas y el obsequio que le hizo con toda la correspondencia que conservaba. Es una buena fuente de información donde pueden apreciarse sus sentimientos, el ir y venir cotidiano en Madrid y sus preocupaciones por los problemas sociales y familiares. En cuanto a su relación como estudiante, en 1885 obtuvo una beca de la Diputación de Valladolid con intervención de la Academia de Bellas Artes. En compensación a estas ayudas la pintora debía donar dos obras cada año que fuera becada. Era una obligación común a todos los pensionistas. En 1889 obtuvo una beca del Ayuntamiento de Valladolid que duró un año. El Ayuntamiento recibió a cambio la obra titulada María Cristina y Alfonso XIII niño y La azotea. Además de estas ayudas su contacto con Valladolid eran principalmente los concursos que organizaba la Academia de Bellas Artes; así en 1888 obtuvo un premio de primera clase con el óleo titulado La capilla de la aldea. Marcelina era apreciada y reconocida en esta ciudad y de ella se ocupó en más de una ocasión el periódico El Norte de Castilla cuando daba cuenta de exposiciones y concursos haciendo críticas favorables como la del 2 de octubre de 1890 al tratar de unas acuarelas presentadas:

Sorprendidos hemos quedado en presencia de esta acuarela hecha con valentía, sin fatiga y con esa transparencia de color que resulta de la seguridad [...] Reciba la señorita Marcelina Poncela nuestra más entusiasta enhorabuena por ese trabajo capaz, por sí solo de acreditar la fama de un artista.
El Norte de Castilla, 3 de octubre de 1890, p. 3

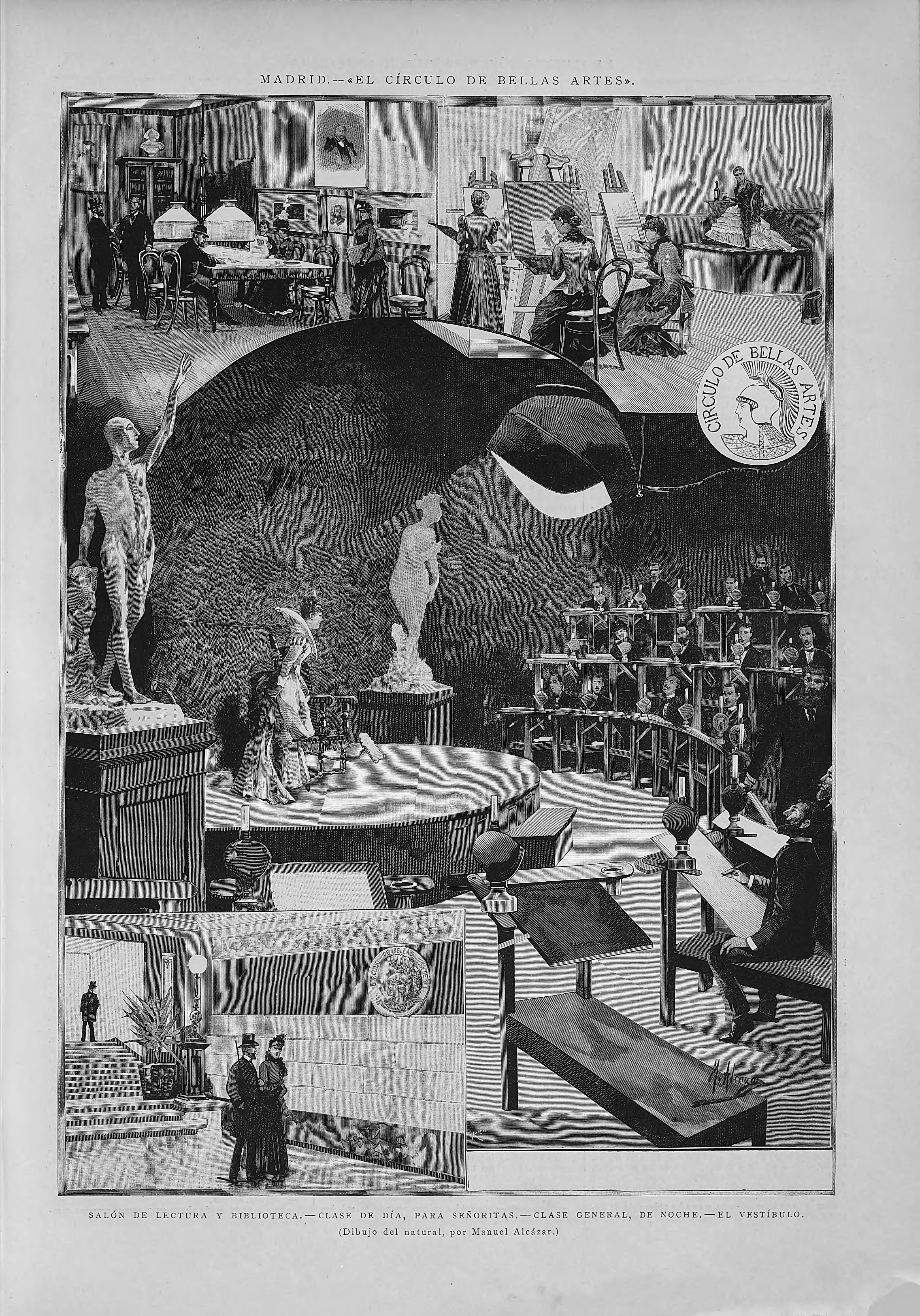
Autor Manuel Alcázar. Círculo de Bellas Artes donde se aprecia la separación entre alumnas (por las mañanas) y alumnos (por la tarde)

La acuarela referida era En el campo y fue presentada ese mismo año en la exposición del Círculo de Bellas Artes de Madrid. Años más tarde fue comprada por la duquesa de Medinaceli. Además de su formación en la Escuela Especial de Pintura, Escultura y Grabado de Madrid Marcelina estuvo muy vinculada al Círculo de Bellas Artes donde se impartían clases de acuarela y dibujo del natural, grabado, aguafuerte y perspectiva. Las mujeres acudían a las clases por la mañana y los hombres por la tarde. Marcelina recibió enseñanzas del natural durante cuatro años.

### Colonia artística de Muros de Nalón
Fue una agrupación artística de amigos, profesores y alumnos, llamada al principio Escuela Pictórica de la Pumariega que se reunían todos los veranos a partir de 1884 hasta 1890. Fue organizada y dirigida por el pintor Casto Plasencia. En este grupo se practicaba la pintura al aire libre componiendo temas de playas, del puerto, la ría, la costa, los bosques además del tema humano con personajes del pueblo y su arquitectura tradicional.
Marcelina acudió a este lugar durante tres años seguidos desde 1888 disfrutando de un buen ambiente de compañerismo y respeto. En ese contexto fue cuando pintó La capilla de la aldea, obra por la que recibió un premio de la Academia de Valladolid.

### Mayoría de edad y matrimonio
En junio de 1889 alcanzó la mayoría de edad con veinticinco años; ese mismo año se independizó. Anteriormente a la emancipación, la familia Biescas se había ido a vivir a la calle de la Costanilla de San Pedro, 4, 2º izquierda. En ese inmueble vivía como pupilo Enrique Jardiel y ambos jóvenes se veían a menudo y trabaron amistad. Tenían aficiones comunes y surgió un noviazgo que nunca fue del agrado de sus tíos y nunca fue aprobado por lo que se deterioraron las relaciones familiares hasta el punto de que Marcelina, una vez independizada por la mayoría de edad se marchó a vivir por su cuenta a la Travesía de Belén nº 3, (según consta en la partida de matrimonio, pues fue de este domicilio de donde salió para casarse en la madrileña iglesia de Santa Bárbara).
La boda con Enrique Jardiel Agustín, un muchacho estudiante, que tenía tres años menos que ella tuvo lugar en 1894. Para hacer frente a la nueva situación Enrique trabajó como delineante en la división de Ferrocarriles de Madrid y se dedicó además al periodismo. El matrimonio Jardiel Poncela tuvo cuatro hijos: tres hijas nacidas en Quinto y un chico nacido en Madrid llamado Enrique como su padre.
Por su parte Marcelina para poder vivir con sus propios medios contaba en principio con la herencia de su padre y también con su trabajo dando clases particulares de dibujo y pintura. A esto hay que sumar su participación como profesora en El Fomento de las Artes, de 1892 a 1894. Mientras tanto seguía estudiando y preparando las oposiciones para profesora de la Normal; cuando ganó la plaza como interina fue destinada a la Escuela Normal de Zaragoza pero por una serie de circunstancias nunca la ocupó. Por esta razón dejó de pertenecer al cuerpo estatal de profesores.

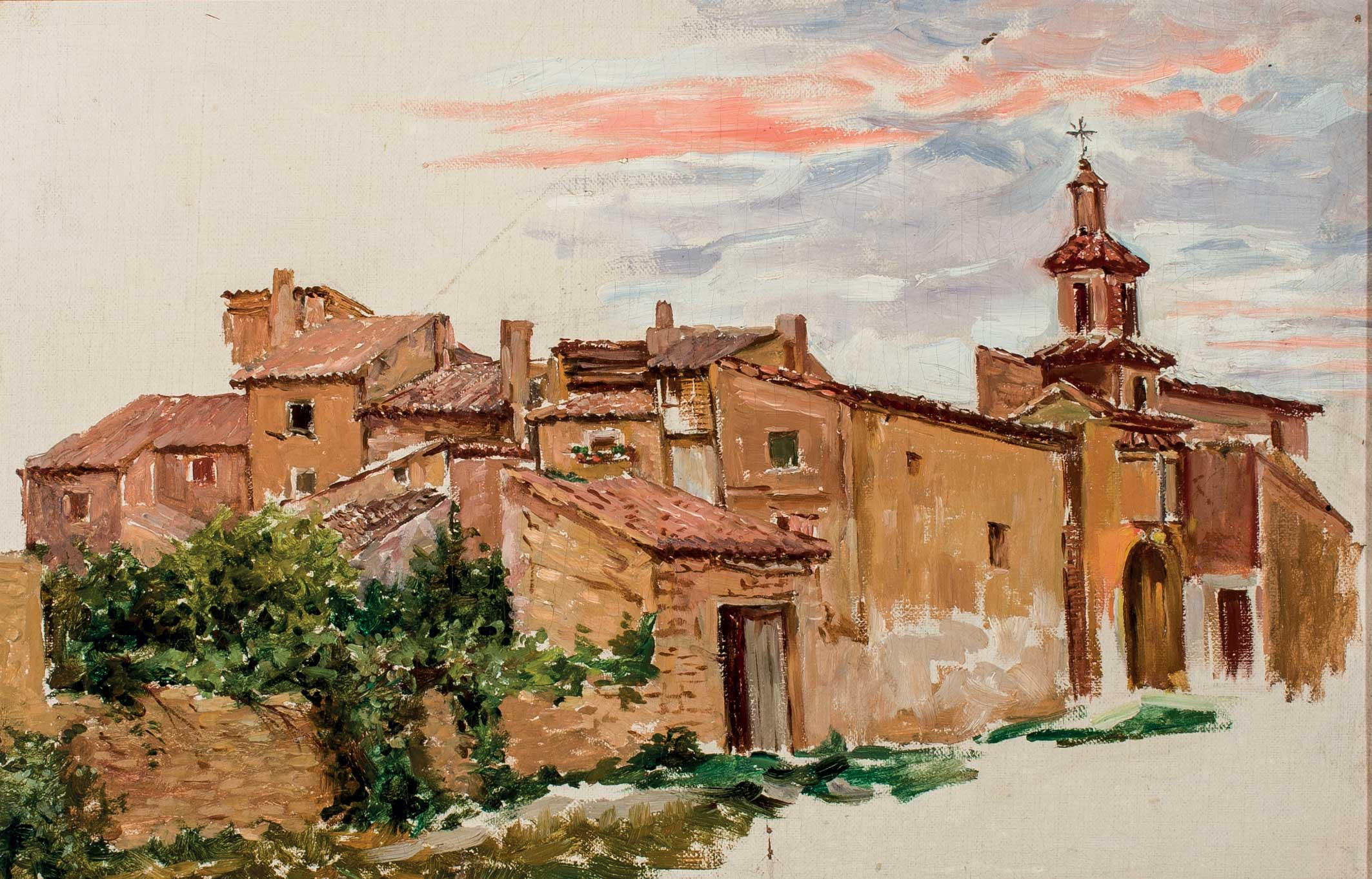
Quinto de Ebro, óleo de Marcelina Poncela

Con una familia en marcha y un marido que no aportaba demasiado, Marcelina compaginó durante veinte años su gran afición a la pintura con la ayuda económica que le daban las clases particulares de dibujo y pintura.
En el verano de 1916 estando en Quinto tuvo una oclusión intestinal como consecuencia de un tumor. En marzo de 1917 estando en Madrid se le reprodujo pero aun así, en junio se desplazaron todos a Quinto donde llegó agotada con necesidad de descansar y sin apreciar ninguna mejoría; murió el 31 de julio de ese mismo año. Marcelina había  manifestado siempre su deseo de ser enterrada en Madrid pero la realidad fue que recibió sepultura en Quinto.

## Formación artística. Obra

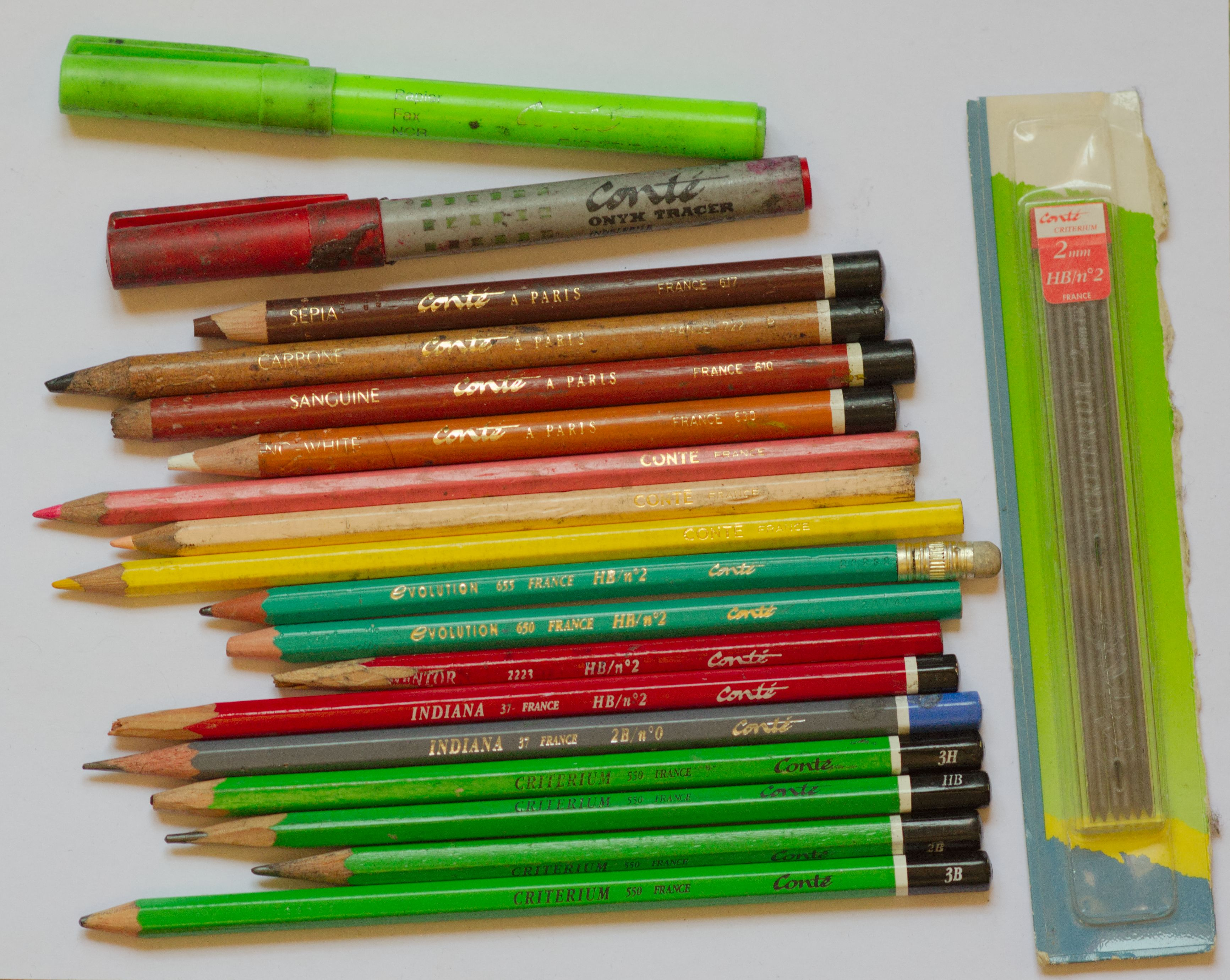
Lápiz conté de colores

Su formación académica fue muy completa por lo que consiguió una buena técnica del dibujo que le servía de preparación para sus pinturas. 
Empezó haciendo dibujos a lápiz y a carboncillo muchos de los cuales trasladó después al óleo. Dibujaba sobre papel unas veces de pequeño tamaño y otras de gran formato; en este caso se trataba de obras acabadas, no simples apuntes, obras destinadas a concursos. Empleaba la técnica del albayalde y también utilizaba el lápiz conté que era muy popular en el siglo XIX . Algunos de sus dibujos están hechos a plumilla; son de gran calidad y merecieron premios de primera clase. Utilizó también la pintura al pastel pero esta técnica es frágil y difícil de conservar por lo que apenas hay un par de ejemplares conocidos. Se sabe sin embargo que pintó una obra desaparecida titulada Flor de estufa que fue presentada en la Exposición Nacional de Bellas Artes de 1912. Era de gran formato y calidad y está incluida en el catálogo oficial. Fue una gran acuarelista, técnica que aprendió con Alejandro Ferrant; debió ser muy considerada en este arte pues la nombraron socia honoraria de la Sociedad de Acuarelistas de Madrid. Fue capaz de utilizar bien todas estas técnicas pero con lo que realmente se encontraba a gusto era con la pintura al óleo.
Además de los bodegones, las flores, los paisajes, las escenas costumbristas, Marcelina se ocupó del retrato tanto a lápiz como al óleo. A veces esos retratos se apoyaban en la existencia de una fotografía, práctica muy común a finales del siglo XIX pues muchos artistas aprovechaban esta oportunidad para hacer óleos de retratos de personajes de difícil acceso pero que sus fotografías se podían encontrar con cierta facilidad. Tal fue el caso del retrato que Marcelina hizo de la Reina Regente y Alfonso XIII niño en 1890 a partir de una fotografía de Fernando Debas. Este cuadro se conserva en el Ayuntamiento de Valladolid.
El estudio realizado sobre sus pinturas a lo largo de su vida demuestra que hubo tres etapas diferenciadas: 
- Aprendizaje, de 1881 a 1887, donde se enclava un extenso trabajo de copias a pintores consagrados.
- Etapa plenairista, de 1887 a 1890, cuando formó parte del grupo de la Colonia de Muros. En esta época realizó numerosos óleos y dibujos con temas costumbristas y de paisaje asturiano. Eran temas muy de su agrado y completó la obra con pinturas sobre Madrid y sobre Quinto. Con el óleo titulado La capilla de la aldea obtuvo el primer premio de la Academia de Bellas Artes de Valladolid en 1888.
- Madurez, de 1891 a 1917. En este espacio de tiempo la pintora se decantó por la obra realista-luminista y por los bodegones y flores cuya técnica había aprendido de sus maestros Carlos Haes y Sebastián Gessa. En estos últimos años de su vida se dedicó de nuevo al paisaje y al costumbrismo, esta vez de Quinto y alrededores.[31]

Casi toda la obra de Marcelina desde sus apuntes de juventud hasta la madurez se ha ido conservando en colecciones particulares de la familia. Otras obras se rastrean en instituciones que en su día otorgaron una beca o un premio. Alguna obra ha aparecido en el mercado del arte pero sin datos de procedencia y sin conocer su paradero último.
En la Real Academia de Bellas Artes de la Purísima Concepción, de Valladolid, se conservan tres obras de Poncela: Puerto de San Esteban, y La capilla de aldea, procedentes del envío reglamentario como becaria de 1988, y otro titulado Cercanías de Vriesland (Holanda) de 1877, obra que aunque la autora lo tituló País de los Patos, se  trata en realidad de una copia de un cuadro de Carlos de Haes de 1884 que se encuentra en el Museo del Prado.